# Liste der Nummer-eins-Hits in Spanien (1992)
Dies ist eine Liste der Nummer-eins-Hits in Spanien im Jahr 1992. Sie basiert auf den offiziellen Chartlisten der Asociación Fonográfica y Videográfica de España (AFYVE, heute Promusicae), der spanischen Landesgruppe der IFPI.

## Singles
| | Liste der Nummer-eins-Hits in Spanien | Liste der Nummer-eins-Hits in Spanien | Liste der Nummer-eins-Hits in Spanien                                                                                         | 1993 → |
| \| Zeitraum \| Wo. ges. \| Interpret \| Titel Autor(en) \| Zusätzliche Informationen \| \| (Zeitraum, Wochen auf Platz eins, Interpret, Titel, Autor[en], zusätzliche Informationen) \| \| \| \| \| \| ----------------------------------------------------------------------------------------- \| -------- \| ------------------- \| ----------------------------------------------------------------------------------------------------------------------------- \| --------------------------------------------------------------------------------------------------------------------------------------------------------------------------------------------------------------------------------------------- \| \| 4. November 1991 – 12. Januar 1992 10 Wochen (insgesamt 11) \| 11 \| Michael Jackson \| Black or White Michael Jackson \| – \| \| 13. Januar 1992 – 19. Januar 1992 1 Woche \| 1 \| L. A. Style \| James Brown Is Dead Denzil Slemming \| – \| \| 20. Januar 1992 – 26. Januar 1992 1 Woche (insgesamt 4) \| 4 \| Terra Wan \| Puta madre \| Das DJ-Trio aus Amsterdam[1] hatte mit diesem spanischsprachigen Technostück seinen größten Erfolg. \| \| 27. Januar 1992 – 2. Februar 1992 1 Woche (insgesamt 11) \| 11 \| Michael Jackson \| Black or White Michael Jackson \| – \| \| 3. Februar 1992 – 23. Februar 1992 3 Wochen (insgesamt 4) \| 4 \| Terra Wan \| Puta madre \| – \| \| 24. Februar 1992 – 8. März 1992 2 Wochen \| 2 \| Nirvana \| Smells Like Teen Spirit \| – \| \| 9. März 1992 – 30. März 1992 3 Wochen \| 3 \| Bruce Springsteen \| Human Touch Bruce Springsteen \| – \| \| 31. März 1992 – 19. April 1992 3 Wochen \| 3 \| Chimo Bayo \| Química Juan Francisco Almendros Ferrandis, Joaquín Isidoro Bayo Gómez, Juan Carlos Pla Vinuesa \| – \| \| 20. April 1992 – 14. Juni 1992 8 Wochen \| 8 \| Double You \| Please Don’t Go Harry Wayne Casey, Richard Finch \| – \| \| 15. Juni 1992 – 9. August 1992 8 Wochen \| 8 \| Xuxa \| Sensación de vivir \| – \| \| 10. August 1992 – 13. September 1992 5 Wochen (insgesamt 6) \| 6 \| Ellegibó \| Ellegibó (Una historia de Ifa) Itamar Ferreira da Silva, Reinevaldo Miranda da Silva \| Das Lied stammt im Original von der Brasilianerin Margareth Menezes[2] und wurde international unter anderem über den Film Wilde Orchidee (1989) bekannt[3]. Felix Mangione produzierte für sein Label Blanco y Negro diese Dance-Version.[4] \| \| 14. September 1992 – 20. September 1992 1 Woche (insgesamt 2) \| 2 \| Snap! \| Rhythm Is a Dancer Benito Benites, John Virgo Garrett III, Durron Butler, Thea Austin \| – \| \| 21. September 1992 – 27. September 1992 1 Woche (insgesamt 6) \| 6 \| Ellegibó \| Ellegibó (Una historia de Ifa) Itamar Ferreira da Silva, Reinevaldo Miranda da Silva \| – \| \| 28. September 1992 – 4. Oktober 1992 1 Woche (insgesamt 2) \| 2 \| Snap! \| Rhythm Is a Dancer Benito Benites, John Virgo Garrett III, Durron Butler, Thea Austin \| – \| \| 5. Oktober 1992 – 25. Oktober 1992 3 Wochen \| 3 \| Felix \| Don’t You Want Me Derek A. Jenkins, Dwayne Richardson, Paul Scott, Joanne Thomas, Francis Reuben Wright, Cheri Renee Williams \| – \| \| 26. Oktober 1992 – 20. Dezember 1992 8 Wochen \| 8 \| Co.Ro feat. Taleesa \| Because the Night Patricia Lee Smith, Bruce Springsteen \| – \| \| 21. Dezember 1992 – 17. Januar 1993 4 Wochen (insgesamt 6) \| 6 \| Jordy \| Dur dur d’être bébé! Musik: Alain Maratrat; Text: Patricia Helena Brigitte Clerget \| – \| |                                       |                                       | | |
| |                                       |                                       | | → 1993 → |
| Zeitraum | Wo. ges.                              | Interpret                             | Titel Autor(en) | Zusätzliche Informationen |
| (Zeitraum, Wochen auf Platz eins, Interpret, Titel, Autor[en], zusätzliche Informationen) |                                       |                                       | | |
| 4. November 1991 – 12. Januar 1992 10 Wochen (insgesamt 11) | 11                                    | Michael Jackson                       | Black or White Michael Jackson                                                                                                | – |
| 13. Januar 1992 – 19. Januar 1992 1 Woche | 1                                     | L. A. Style                           | James Brown Is Dead Denzil Slemming                                                                                           | – |
| 20. Januar 1992 – 26. Januar 1992 1 Woche (insgesamt 4) | 4                                     | Terra Wan                             | Puta madre | Das DJ-Trio aus Amsterdam hatte mit diesem spanischsprachigen Technostück seinen größten Erfolg. |
| 27. Januar 1992 – 2. Februar 1992 1 Woche (insgesamt 11) | 11                                    | Michael Jackson                       | Black or White Michael Jackson                                                                                                | – |
| 3. Februar 1992 – 23. Februar 1992 3 Wochen (insgesamt 4) | 4                                     | Terra Wan                             | Puta madre | – |
| 24. Februar 1992 – 8. März 1992 2 Wochen | 2                                     | Nirvana                               | Smells Like Teen Spirit | – |
| 9. März 1992 – 30. März 1992 3 Wochen | 3                                     | Bruce Springsteen                     | Human Touch Bruce Springsteen                                                                                                 | – |
| 31. März 1992 – 19. April 1992 3 Wochen | 3                                     | Chimo Bayo                            | Química Juan Francisco Almendros Ferrandis, Joaquín Isidoro Bayo Gómez, Juan Carlos Pla Vinuesa                               | – |
| 20. April 1992 – 14. Juni 1992 8 Wochen | 8                                     | Double You                            | Please Don’t Go Harry Wayne Casey, Richard Finch                                                                              | – |
| 15. Juni 1992 – 9. August 1992 8 Wochen | 8                                     | Xuxa                                  | Sensación de vivir | – |
| 10. August 1992 – 13. September 1992 5 Wochen (insgesamt 6) | 6                                     | Ellegibó                              | Ellegibó (Una historia de Ifa) Itamar Ferreira da Silva, Reinevaldo Miranda da Silva                                          | Das Lied stammt im Original von der Brasilianerin Margareth Menezes und wurde international unter anderem über den Film Wilde Orchidee (1989) bekannt. Felix Mangione produzierte für sein Label Blanco y Negro diese Dance-Version. |
| 14. September 1992 – 20. September 1992 1 Woche (insgesamt 2) | 2                                     | Snap!                                 | Rhythm Is a Dancer Benito Benites, John Virgo Garrett III, Durron Butler, Thea Austin                                         | – |
| 21. September 1992 – 27. September 1992 1 Woche (insgesamt 6) | 6                                     | Ellegibó                              | Ellegibó (Una historia de Ifa) Itamar Ferreira da Silva, Reinevaldo Miranda da Silva                                          | – |
| 28. September 1992 – 4. Oktober 1992 1 Woche (insgesamt 2) | 2                                     | Snap!                                 | Rhythm Is a Dancer Benito Benites, John Virgo Garrett III, Durron Butler, Thea Austin                                         | – |
| 5. Oktober 1992 – 25. Oktober 1992 3 Wochen | 3                                     | Felix                                 | Don’t You Want Me Derek A. Jenkins, Dwayne Richardson, Paul Scott, Joanne Thomas, Francis Reuben Wright, Cheri Renee Williams | – |
| 26. Oktober 1992 – 20. Dezember 1992 8 Wochen | 8                                     | Co.Ro feat. Taleesa                   | Because the Night Patricia Lee Smith, Bruce Springsteen                                                                       | – |
| 21. Dezember 1992 – 17. Januar 1993 4 Wochen (insgesamt 6) | 6                                     | Jordy                                 | Dur dur d’être bébé! Musik: Alain Maratrat; Text: Patricia Helena Brigitte Clerget                                            | – |

## Alben
| | Liste der Nummer-eins-Hits in Spanien | Liste der Nummer-eins-Hits in Spanien | Liste der Nummer-eins-Hits in Spanien | 1993 →                    |
| \| Zeitraum \| Wo. ges. \| Interpret \| Titel \| Zusätzliche Informationen \| \| (Zeitraum, Wochen auf Platz eins, Interpret, Titel, zusätzliche Informationen) \| \| \| \| \| \| ------------------------------------------------------------------------------ \| -------- \| -------------------------- \| -------------------------- \| ------------------------- \| \| 16. Dezember 1991 – 5. Januar 1992 3 Wochen \| 3 \| (Verschiedene Interpreten) \| Noches de blanco saten \| – \| \| 6. Januar 1992 – 1. März 1992 8 Wochen \| 8 \| Queen \| Greatest Hits II \| – \| \| 2. März 1992 – 22. März 1992 3 Wochen \| 3 \| (Verschiedene Interpreten) \| Máquina total vol. 3 \| – \| \| 23. März 1992 – 26. April 1992 5 Wochen \| 5 \| Bruce Springsteen \| Human Touch \| – \| \| 27. April 1992 – 3. Mai 1992 1 Woche \| 1 \| Sergio Dalma \| Adivina \| – \| \| 4. Mai 1992 – 10. Mai 1992 1 Woche \| 1 \| Joan Manuel Serrat \| Utopía \| – \| \| 11. Mai 1992 – 30. August 1992 16 Wochen \| 16 \| Julio Iglesias \| Calor \| – \| \| 31. August 1992 – 1. November 1992 9 Wochen (insgesamt 10) \| 10 \| Mike Oldfield \| Tubular Bells II \| – \| \| 2. November 1992 – 8. November 1992 1 Woche \| 1 \| Jon Secada \| Jon Secada \| – \| \| 9. November 1992 – 15. November 1992 1 Woche \| 1 \| ABBA \| ABBA Gold \| – \| \| 16. November 1992 – 22. November 1992 1 Woche (insgesamt 3) \| 3 \| (Verschiedene Interpreten) \| Bandas sonoras originales \| – \| \| 23. November 1992 – 29. November 1992 1 Woche \| 1 \| (Verschiedene Interpreten) \| Bolero mix 9 \| – \| \| 30. November 1992 – 13. Dezember 1992 2 Wochen (insgesamt 3) \| 3 \| (Verschiedene Interpreten) \| Bandas sonoras originales \| – \| \| 14. Dezember 1992 – 27. Dezember 1992 2 Wochen \| 2 \| (Verschiedene Interpreten) \| Boom 8 \| – \| \| 28. Dezember 1992 – 3. Januar 1993 1 Woche (insgesamt 7) \| 7 \| Whitney Houston \| The Bodyguard (Soundtrack) \| – \| |                                       |                                       |                                       |                           |
| |                                       |                                       |                                       | → 1993 →                  |
| Zeitraum | Wo. ges.                              | Interpret                             | Titel                                 | Zusätzliche Informationen |
| (Zeitraum, Wochen auf Platz eins, Interpret, Titel, zusätzliche Informationen) |                                       |                                       |                                       |                           |
| 16. Dezember 1991 – 5. Januar 1992 3 Wochen | 3                                     | (Verschiedene Interpreten)            | Noches de blanco saten                | –                         |
| 6. Januar 1992 – 1. März 1992 8 Wochen | 8                                     | Queen                                 | Greatest Hits II                      | –                         |
| 2. März 1992 – 22. März 1992 3 Wochen | 3                                     | (Verschiedene Interpreten)            | Máquina total vol. 3                  | –                         |
| 23. März 1992 – 26. April 1992 5 Wochen | 5                                     | Bruce Springsteen                     | Human Touch                           | –                         |
| 27. April 1992 – 3. Mai 1992 1 Woche | 1                                     | Sergio Dalma                          | Adivina                               | –                         |
| 4. Mai 1992 – 10. Mai 1992 1 Woche | 1                                     | Joan Manuel Serrat                    | Utopía                                | –                         |
| 11. Mai 1992 – 30. August 1992 16 Wochen | 16                                    | Julio Iglesias                        | Calor                                 | –                         |
| 31. August 1992 – 1. November 1992 9 Wochen (insgesamt 10) | 10                                    | Mike Oldfield                         | Tubular Bells II                      | –                         |
| 2. November 1992 – 8. November 1992 1 Woche | 1                                     | Jon Secada                            | Jon Secada                            | –                         |
| 9. November 1992 – 15. November 1992 1 Woche | 1                                     | ABBA                                  | ABBA Gold                             | –                         |
| 16. November 1992 – 22. November 1992 1 Woche (insgesamt 3) | 3                                     | (Verschiedene Interpreten)            | Bandas sonoras originales             | –                         |
| 23. November 1992 – 29. November 1992 1 Woche | 1                                     | (Verschiedene Interpreten)            | Bolero mix 9                          | –                         |
| 30. November 1992 – 13. Dezember 1992 2 Wochen (insgesamt 3) | 3                                     | (Verschiedene Interpreten)            | Bandas sonoras originales             | –                         |
| 14. Dezember 1992 – 27. Dezember 1992 2 Wochen | 2                                     | (Verschiedene Interpreten)            | Boom 8                                | –                         |
| 28. Dezember 1992 – 3. Januar 1993 1 Woche (insgesamt 7) | 7                                     | Whitney Houston                       | The Bodyguard (Soundtrack)            | –                         |